# ひとりぼっちの部屋
ひとりぼっちの部屋（ひとりぼっちのへや）は、高木麻早の1973年の楽曲で、デビュー曲。

## 概要
- 高木麻早が歌唱・作詞・作曲。萩田光男(現・光雄)の編曲者としての最初の楽曲。
- B面は「振りかえってごらん」。
- 第5回ヤマハポピュラーソンングコンテストの入賞曲。（最優秀歌唱賞）[1]。
- 1973年9月10日　キャニオンレコード(現・ポニーキャニオン)アードバーグレーベルよりリリースされる。
- プレリリースとして、関東ポニーより『キューピットのささやき』のキャッチコピーで、ラジオ局やラジオのリスナーに向けてソノシート版が配付された。
- 40万枚を超える売り上げとなり[2]、ファースト・アルバム『高木麻早』はオリコン新人賞を受賞した[1]。

## カバー
- 南沙織（1974年）アルバム「夏の感情」収録。
- アグネス・チャン[3]